# Selena y Los Dinos
Selena y Los Dinos fue una banda tejana estadounidense formada en 1981 por la cantante tejana Selena y su padre Abraham Quintanilla Jr. La banda permaneció junta hasta el asesinato de Selena en 1995, lo que provocó la disolución de la banda ese mismo año. Cuando Selena firmó con EMI Latin, el presidente de EMI, José Behar, le dijo a Selena que "el mundo quería a Selena, no a Selena y Los Dinos". Luego, Selena comenzó a lanzar sus álbumes de estudio en solitario bajo su nombre y su propio logotipo, Selena, en lugar de Selena y Los Dinos. Antes de que Selena firmara con EMI, la banda había vendido más de 80.000 copias en el estado de Texas.

## Historia

### Comienzos (1957–1981)
Entre 1957 y 1971, el padre de Selena, Abraham Quintanilla Jr, tocó con Los Dinos. Le encantaba tocar música y convenció a Selena para que tocara música. Aunque inicialmente se quejó de que no quería, más tarde descubrió que en realidad le encantaba tocar. La propia Selena se unió a la banda familiar a la edad de diez años y se volvieron profesionales dos años después. Selena no sólo cantaba en algunos conciertos que organizaba su padre, sino que también cantaba en la escuela cada vez que ella se lo pedía. El padre de Selena descubrió su increíble voz. Formó una banda familiar a su alrededor con sus dos hijos mayores: Abraham III (A.B.), se puso en el bajo, y Suzette, se puso en la batería. La familia presentó por primera vez su banda en las esquinas, en quinceañeras y en otras reuniones familiares hasta que el padre de Selena abrió un restaurante mexicano en Lake Jackson, Texas llamado Papágayos en 1981. Mientras que sus padres Selena se encargó del restaurante, Selena actuó por primera vez en público a los nueve años con sus hermanos mayores para entretener a los comensales. Sin embargo, el restaurante comenzó a perder clientes cuando la recesión de 1981 azotó el sur de Texas, y el restaurante se vio obligado a una ejecución hipotecaria . Poco después del cierre del restaurante, la familia de Selena trasladó sus aspiraciones musicales a Corpus Christi, Texas. Allí, Selena comenzó a ganar popularidad y respeto como cantante infantil.
Al cabo de un año, el restaurante de la familia quebró y la familia se vio obligada a mudarse con unos parientes , ya que Abraham había dejado su trabajo para gestionar el restaurante a tiempo completo. La banda luego actuó donde pudo, incluyendo bodas, esquinas, ferias, eventos y quinceañeras. En algunos lugares, la banda comenzó a ganar mucho aprecio, mientras que en otras presentaciones, donde los mexicoamericanos no eran aceptados, fue abucheada. En una ocasión, mientras actuaba en una boda, la banda fue abucheada y luego arrojaron comida al escenario.

### Éxito generalizado (1981–1988)
En 1981, Freddie Records, con sede en Corpus Christi, Texas, firmó un contrato discográfico con Selena y Los Dinos. En 1981, el sello comenzó a promocionar el álbum debut aún por lanzar vendiendo sencillos de pistas del álbum en tiendas locales. Selena y Los Dinos comenzaron a actuar con más frecuencia en clubes y ferias locales de Texas a medida que su nombre comenzó a extenderse por todo Texas. En 1984, Freddie lanzó el primer álbum de larga duración de la banda titulado Selena y Los Dinos. Cuando se completó el álbum, el presidente y propietario de Freddie Records le dijo a Abraham que su banda, Selena y Los Dinos, no estaban preparadas profesionalmente para grabar y lanzar un álbum de larga duración. Sin inmutarse, Abraham abandonó el contrato discográfico con Freddie Records y se marchó. Mientras todavía tenía un contrato discográfico, el padre de Selena encontró otra pequeña compañía discográfica local de Texas llamada Cara Records. El rumoreado álbum The New Girl in Town nunca se almacenó en las tiendas, pero los sencillos de Cara Records se vendieron por separado y de forma promocional en todo el estado de Texas. En este álbum está la canción «Encontré El Amor» que se vendió como sencillo promocional en 1983. En 1987, GP Productions, que descubrió a Selena y Los Dinos actuando, firmó con el grupo un contrato discográfico anual. Selena y Los Dinos estuvieron en el estudio de grabación poco después del acuerdo. Ese mismo año, Selena y Los Dinos grabaron su segundo álbum de larga duración Alpha (A en el alfabeto griego), el cual fue el primer álbum lanzado sin acciones legales ni amenazas.
En 1987 se lanzó Muñequito de trapo y un aumento en las ventas comenzó a difundirse la noticia sobre la banda, la cual fue promocionada y exhibida en los Premios de la Música Tejana. Selena ganó el premio a la mejor "Vocalista femenina del año", que luego ganó ocho veces consecutivas. La banda también recibió y ganó premios por separado. En 1987, Abraham Quintanilla Jr., quien estaba orgulloso de las ganancias y premios de la banda, lanzó And the Winner Is... e hizo que Selena cantara más canciones tejanas y mexicanas que seguían sus raíces para ganar más reconocimiento en el mundo tejano. En 1988, Selena y Los Dinos lanzaron Preciosa, apodo que le dieron a Selena cuando era niña, y que vendió 20.000 unidades sólo en Texas. Nunca se documentaron otras ventas de discos o sencillos fuera de los Estados Unidos. En 1988, los álbumes de Selena comenzaron a vender 20.000 unidades cada uno. El último álbum de estudio independiente de Selena y Los Dinos fue lanzado en 1988 bajo el título Dulce amor. El álbum ayudó a Selena a hacerse notar durante los Premios de la Música Tejana de 1989 por José Behar, quien acababa de abrir la división latina de EMI Records; EMI Latin. José Behar recordó haber visto actuar a Selena y todo el lugar "explotó" de tanta emoción y entusiasmo que emanaba de la carismática Selena. Poco después de su actuación, Behar contrató a Selena como solista. Selena comenzó a lanzar sus álbumes con su nuevo logo titulado después de su nombre, mientras la banda Los Dinos todavía estaba junto a Selena en conciertos.

### Chris Pérez (1988–1995)
El hermano de Selena, A.B. Quintanilla III, conoció a Chris Pérez mientras estaba de gira en la escena tejana en Texas. Chris era el guitarrista de la artista tejana Shelly Lares y los dos se hicieron amigos. El guitarrista de Selena, Jesse Ybarra, quien apareció y grabó con la banda de 1986 a 1988, dejó la banda para ser parte de la banda solista de Pete Astudillo. Pérez fue entrevistado y audicionado en la casa de Abraham Quintanilla. A.B., quien le había dicho a Chris que viniera, fue confrontado por su padre, a quien no le gustaba la energía e imagen de Chris Pérez, quien tenía su propia banda de rock y actuaba íntegramente en idioma inglés. A.B. insistió en que Pérez aprendería música rápidamente, convenciéndolo de contratar a Pérez como nuevo guitarrista principal. La incorporación de Pérez a la banda resultó ser más de lo previsto. Él y Selena se enamoraron, pero su padre, que quería mantener la imagen limpia de la banda, sólo vio envidia en Pérez. Se enfrentó a Pérez y Selena y les dijo que la relación tenía que terminar o la banda se separaría. Pérez fue despedido, mientras que Selena se quedó con la banda. Sin embargo, se casaron en secreto el 2 de abril de 1992 y Selena añadió al suyo el apellido de Pérez. Trató de ocultar el matrimonio al resto de la familia, pero la noticia se extendió rápidamente a estaciones de radio y noticieros. Quintanilla mayor luego aceptó a Pérez en la familia y le permitió volver a unirse a la banda. Poco después del asesinato de Selena en marzo de 1995, Pérez se fue para formar la Chris Pérez Band. Dedicó una canción a su difunta esposa, llamándola «Best I Can». La banda se separó en 2002 y él se unió al hermano de Selena, A.B. Quintanilla III, en sus bandas, Los Kumbia Kings en 2002 y Los Kumbia All Starz en 2006. A.B. Quintanilla ahora honra a Selena usando su nombre en sus canciones.

### El reencuentro: Selena ¡Vive! (2005)
Los miembros supervivientes de la banda se reunieron para un histórico concierto tributo masivo en honor a Selena el 7 de abril de 2005. El concierto, Selena ¡VIVE!, se llevó a cabo en el Estadio Reliant en Houston, Texas. El evento no sólo agotó las entradas sino que se convirtió en el especial de televisión en español de mayor audiencia y más visto de la historia. Asistieron Gloria Estefan, A.B. Quintanilla III y Los Kumbia Kings, y una introducción de Jennifer López, quien interpretó a Selena en la película realizada sobre su vida. Suzette Quintanilla, hermana de Selena, ex baterista de Selena y Los Dinos, anunció que la banda Los Dinos se reuniría para grabar una nueva canción para el grupo Los Kumbia All Starz de A.B. Quintanilla III con artistas invitados sorpresa en el álbum La vida de un genio en 2010.

## Miembros de la banda
- Selena Quintanilla – Voz principal (1984-1988)
- Chris Pérez – Guitarra solista y rítmica (1989–1991, 1992–1995)
- Joe Ojeda – Teclados[7]
- A.B. Quintanilla III – Bajo, coros[7]
- Suzette Quintanilla – Batería, percusión, coros[7]
- Arturo Meza – Percusión, congas (1994–1995)
- Freddie Corea – Coros (1994-1995)[7]
- Don Shelton – Coros (1994–1995, fallecido en 2014)[7]
- Pete Astudillo – Voz (1989–1994)[7]
- Rena Dearman – Teclados (1981–1983)
- Ricky Landeros – Percusión
- Jesse Ybarra – Guitarra líder y rítmica (1986–1988)
- Roger Garcia – Guitarra solista y rítmica (1984–1986)

## Discografía
Álbumes de Selena y Los Dinos
- Selena y los Dinos (1984)
- The New Girl in Town (1985)
- Alpha (1986)
- Muñequito de trapo (1986)
- And the Winner Is... (1987)
- Preciosa (1988)
- Dulce amor (1988)

Álbumes en solitario de Selena
- Selena (1989)
- Ven conmigo (1990)
- Entre a mi mundo (1992)
- Selena Live! (1993)
- Amor prohibido (1994)
- Dreaming of You (1995)